# Fuh You (canción de Paul McCartney)
«Fuh You» en español «Por Ti» es una canción del músico británico Paul McCartney, que fue publicada como sencillo el 15 de agosto de 2018. Forma parte del álbum de estudio, Egypt Station.

## Composición y grabación
Esta canción fue una de las tres coescritas y producidas con Ryan Tedder, pero fue la única que lo apareció finalmente en el álbum. Otras canciones de esta dupla fueron Nothing For Free, lanzada como una canción extra en la edición de lujo del álbum y "Get Enough", que se lanzó como un sencillo independiente en 2019.
El título de la canción es juego de palabras ya que "For You" suena similar a  "Fuck You". Esto ocurrió durante la grabación cuando McCartney cantó "I Just Wanna Shag you" (Sólo quiero follarte) en el coro de la canción a modo de broma. Divertido por esto, McCartney decidió cuestionar si al escucharla podía interpretarse como "para ti" o "vete a la mierda".

## Lanzamiento
Fuh You fue lanzada como segundo sencillo de Egypt Station el 15 de agosto de 2018 a través de los servicios de streaming, adicionalmente se publicó el Lyric Video el canal oficial de McCartney. El 10 de septiembre, se lanzó el vídeo oficial en YouTube para promocionar el sencillo, describe el noviazgo de dos adolescentes que comparten un beso antes de que la madre de la niña se entrometa y envíe al niño a casa.